# Diane Leblanc
Pour les articles homonymes, voir Leblanc.
Diane Leblanc, née le 9 décembre 1954 à Saint-Jean-sur-Richelieu, est une femme politique québécoise et ancienne députée libérale dans la circonscription électorale provinciale de Beauce-Sud. Elle occupe ce poste de 1997 à 2007.

## Biographie
Élue députée de la circonscription de Beauce-Sud aux élections partielles du 28 avril 1997, Diane Leblanc n’en était pas à ses premiers pas en politique et sur la scène publique. Tour à tour, responsable des communications et des relations publiques de la Caisse d’établissement de la Chaudière, relationniste pour de nombreux organismes et événements de sa région et adjointe législative du député fédéral de la circonscription de Beauce, elle connaissait déjà les dossiers et les enjeux de la Beauce.
De 2003 à 2007, Diane Leblanc est la deuxième vice-présidente de l’Assemblée nationale du Québec. Elle est aussi vice-présidente de la Fondation Jean-Charles-Bonenfant dont la mission est d’augmenter, d’améliorer et de diffuser les connaissances sur les institutions politiques et parlementaires et de promouvoir l’étude et la recherche sur la démocratie. De plus, elle est présidente déléguée de la Délégation de l’Assemblée nationale pour les relations avec l’Europe (DANRE).
Réélue aux élections générales du 30 novembre 1998 et à celles de 2003, elle est porte-parole de l’Opposition officielle en matière de revenu et de déréglementation, membre de la Commission de l’aménagement du territoire et membre de la Commission des finances publiques. Le 21 septembre 2006, Diane Leblanc est choisie comme candidate du Parti libéral du Québec pour la circonscription de Beauce-Sud aux élections de 2007. Elle est défaite lors de l'élection générale du 26 mars 2007 par l'adéquiste Claude Morin.
En 2007, Mme Leblanc ouvre un cabinet-conseil en relations publiques et gouvernementales. Elle est inscrite auprès du Registre des lobbyistes auprès des deux paliers de gouvernement.
En juillet 2008, Diane Leblanc est Directrice du programme des partis politiques pour le compte de NDI National Democratic Institute au Maroc.  NDI est une organisation à but non lucratif, non partisane qui travaille à supporter et renforcer les institutions démocratiques à travers le monde en faisant la promotion de la participation citoyenne, de la transparence et de l'ouverture à la démocratie et de la responsabilité en matière de gestion gouvernementale.
En octobre 2009, elle devient Présidente du Comité sur le parlementarisme et la Démocratie de l'Amicale des anciens parlementaires du Québec. De mai 2012 à mai 2014, elle est administratrice de l'Amicale.
Depuis avril 2010, elle est Vice-présidente de la Commission des normes du travail du Québec. Jusqu'en juillet 2011, elle est responsable des Communications et de la recherche. Depuis cette date, elle est Vice-présidente des services à l'organisation et des communications. À cette fin, son rôle est de soutenir la haute direction et les gestionnaires dans l'administration des ressources nécessaires à l'accomplissement de la mission de la Commission. À cet effet, elle assure la supervision des activités de la direction des ressources humaines, de la direction des ressources financières et matérielles et de la direction des communications.
Depuis septembre 2012, Mme Leblanc est administratrice de l'Institut de l'administration publique du Québec.
Elle est diplômée d'un certificat d'administrateur de sociétés(ASC) et membre de l'Ordre des administrateurs agréés.
En 2017 elle devient administratrice et trésorière du Service D’entraide de St-Romuald et en 2018 elle agit aussi comme administratrice, puis secrétaire et enfin en 2022 comme présidente du conseil d’administration de Lévis, poste qu’elle occupe toujours.

## Distinctions
Elle est lauréate en 2004 du Prix Vision femmes Beauce-Sartigan reconnaissant la contribution et le dévouement d’une femme de cette région. Elle est récipiendaire, en 2005, de la Médaille de l'Assemblée nationale. En 2007, elle a reçu le « Prix Ambassadrice du tourisme » au Gala de l'entreprise beauceronne organisé par La Chambre de Commerce de St-Georges. Elle a été l’initiatrice du premier projet de service de garde en milieu scolaire en Beauce, et elle a présidé le Comité de parents utilisateurs de 1990 à 1993.